# Saqueig de Badalona
El saqueig de Badalona de 1564 fou un atac pirata a la costa catalana.

## Antecedents
A principis de segle XVI la política d'expansió de la monarquia hispànica al nord d'Àfrica prenent places costaneres sense penetració en el continent s'aturà arrel del fracassat Setge de Gerba i la participació de la corona espanyola a la Lliga Santa, prioritzant els assumptes d'Itàlia, i l'Imperi Otomà, que dominava el món islàmic i s'havia aliat amb el Regne de França, transformà la Mediterrània d'un "llac cristià" a un mar perillós en el qual el comerç havia d'enfrontar-se al perill corsari.
Els atacs pirates es produïen la primavera i l'estiu, que era quan les aigües estaven més calmades, i eren breus, cops d'efecte que acabaven abans que l'exèrcit o les milícies dels pobles tinguessin temps de reaccionar. Khair ed-Din Barba-rossa va atacar el 1527 el litoral del Principat de Catalunya atacant les costes del Rosselló i l'Empordà, i després la zona de Badalona, el 24 d'abril de 1532 els turcs capturaren 28 pescadors de Barcelona. el maig de 1550 la costa valenciana Palamós i Cadaqués el 1543 i el 30 de juny de 1558 es saquejava Ciutadella.

## El desembarcament
El 25 de juny de 1564 setze galiotes musulmanes desembarcaren al litoral de Badalona, on hi havia pescadors que vivien a l'Arenal, que si veien les fogueres enceses al turó de Montgat o a Montjuïc, pujaven a refugiar-se a Dalt de la Vila. Els atacants cremaren part de la casa de n'Alsina de Badalona, part de la casa de Mossén Stantí en el Cap del Besòs i unes garberes de forment, van prendre blat, 355 xais dels corrals dels carnissers de la Ciutat i capturaren una dona i dues criatures.

## Conseqüències
L'hegemonia turca va començar a decaure amb la Pau de Cateau-Cambrésis 1559 entre la monarquia hispànica i el Regne de França i les derrotes otomanes a la Malta en 1565 i Lepant en 1571.